# Опелусас
Опелусас (англ. Opelousas) — місто (англ. city) в США, в окрузі Сент-Ландрі штату Луїзіана. Населення — 15 786 осіб (2020).

## Географія
Опелусас розташований за координатами 30°31′41″ пн. ш. 92°5′6″ зх. д. / 30.52806° пн. ш. 92.08500° зх. д. (30.527919, -92.085060).  За даними Бюро перепису населення США в 2010 році місто мало площу 20,47 км², уся площа — суходіл.

## Демографія
Згідно з переписом 2010 року, у місті мешкали 16 634 особи в 6401 домогосподарстві у складі 4029 родин. Густота населення становила 812 осіб/км².  Було 7141 помешкання (349/км²).
Расовий склад населення:
| - 75,1 % — чорних або афроамериканців - 22,3 % — білих - 0,5 % — азіатів - 0,3 % — корінних американців |

До двох чи більше рас належало 1,1 %. Частка іспаномовних становила 1,2 % від усіх жителів.
За віковим діапазоном населення розподілялося таким чином: 29,1 % — особи молодші 18 років, 56,4 % — особи у віці 18—64 років, 14,5 % — особи у віці 65 років та старші. Медіана віку мешканця становила 34,4 року. На 100 осіб жіночої статі у місті припадало 84,8 чоловіків;  на 100 жінок у віці від 18 років та старших — 78,5 чоловіків також старших 18 років.
Середній дохід на одне домашнє господарство  становив 37 951 долар США (медіана — 20 434), а середній дохід на одну сім'ю — 46 740 доларів (медіана — 29 417). Медіана доходів становила 36 505 доларів для чоловіків та 21 000 доларів для жінок. За межею бідності перебувало 41,9 % осіб, у тому числі 57,5 % дітей у віці до 18 років та 26,2 % осіб у віці 65 років та старших.
Цивільне працевлаштоване населення становило 5118 осіб. Основні галузі зайнятості: освіта, охорона здоров'я та соціальна допомога — 29,5 %, роздрібна торгівля — 18,0 %, мистецтво, розваги та відпочинок — 11,6 %, науковці, спеціалісти, менеджери — 6,3 %.